# Perruche de Norfolk
Cyanoramphus cookii
Espèce
Statut CITES
La Perruche de Norfolk ou Kakariki de Norfolk (Cyanoramphus cooki) est une espèce d'oiseaux de la famille des Psittacidae.

## Distribution
Cette espèce est endémique de l'île Norfolk. En 2006, l'espèce compte entre 200 et 400 individus, après en avoir compté moins de 40 dans les années 1980. 

## Taxonomie
Elle a longtemps été considérée comme une sous-espèce de la Perruche de Sparrman (Cyanoramphus novaezelandiae).

## Description
Cette espèce est un peu plus grande, 31 cm, en moyenne que la Perruche de Sparrman 27 cm.

## Publication originale
- Gray, 1859 : List of the Birds in the British Museum. part. 3,  sec. 2,